# Kanton Saint-Laurent-Médoc
Saint-Laurent-Médoc is een voormalig kanton van het Franse departement Gironde. Het kanton maakte deel uit van het arrondissement Lesparre-Médoc. Het kanton werd opgeheven bij decreet van 20 februari 2014, met uitwerking op 22 maart 2015. Alle gemeenten werden opgenomen in het nieuw gevormde kanton Le Sud-Médoc.

## Gemeenten
Het kanton Saint-Laurent-Médoc omvatte de volgende gemeenten:
- Carcans
- Hourtin
- Saint-Laurent-Médoc (hoofdplaats)